# Calathea elegans
Calathea elegans är en strimbladsväxtart som beskrevs av H.A.Kenn. Calathea elegans ingår i släktet Calathea och familjen strimbladsväxter. Inga underarter finns listade.